# Чжэнъян
Чжэнъя́н (кит. упр. 正阳, пиньинь Zhèngyáng) — уезд городского округа Чжумадянь провинции Хэнань (КНР).

## История
При империи Хань был создан уезд Чжэньян (滇阳县), названный так потому, что располагался с северной («янской») стороны от реки Чжэньхэ. В эпоху Южных и Северных династий первый иероглиф названия уезда стали писать без ключа «вода», и написание названия уезда стало выглядеть как 真阳县. При империи Суй уезд был переименован в Чжэньцю (真丘县). При империи Тан уезд был сначала переименован в Хуайян (淮阳县), а затем вновь получил название Чжэньян (真阳县).
При империи Цин в 1723 году из-за практики табу на имена в связи с тем, что иероглиф «чжэнь» читался точно так же, как иероглиф, входящий в личное имя взошедшего на престол императора Айсиньгьоро Иньчжэня, то иероглиф «чжэнь» в названии уезда был заменён на «чжэн».
В 1949 году был создан Специальный район Синьян (信阳专区), и уезд вошёл в его состав. В 1965 году из Специального района Синьян был выделен Специальный район Чжумадянь (驻马店专区). В 1969 году Специальный район Чжумадянь был переименован в Округ Чжумадянь (驻马店地区).
Постановлением Госсовета КНР от 8 июня 2000 года были расформированы округ Чжумадянь и городской уезд Чжумадянь, и образован городской округ Чжумадянь.

## Административное деление
Уезд делится на 8 посёлков и 11 волостей.

## Экономика
В Чжэнъяне развиты сельское хозяйство (в том числе мясное скотоводство) и солнечная энергетика. 